# Droga wojewódzka 913
Die Droga wojewódzka 913 (DW 913) ist eine Droga wojewódzka (Woiwodschaftsstraße) in der polnischen Woiwodschaft Schlesien, die Bytom mit Świerklaniec verbindet. Die Strecke liegt im Powiat Będziński und im Powiat Tarnogórski.

## Streckenverlauf
Woiwodschaft Schlesien, Powiat Będziński
-  Będzin (Bendzin) (DK 86, DK 94, DW 910)
- Gródków
- Psary
- Strzyżowice
- Pomłynie
- Siemonia
- Myszkowice

Woiwodschaft Schlesien, Powiat Tarnogórski
-  Celiny (DK 78)
-  Pyrzowice (A 1, S 1, DK 78)